# Volleyboll vid olympiska sommarspelen 1980
De olympiska turneringarna 1980 i volleyboll avgjordes mellan den 20 juli och 1 augusti 1980 i Moskva i Sovjetunionen.

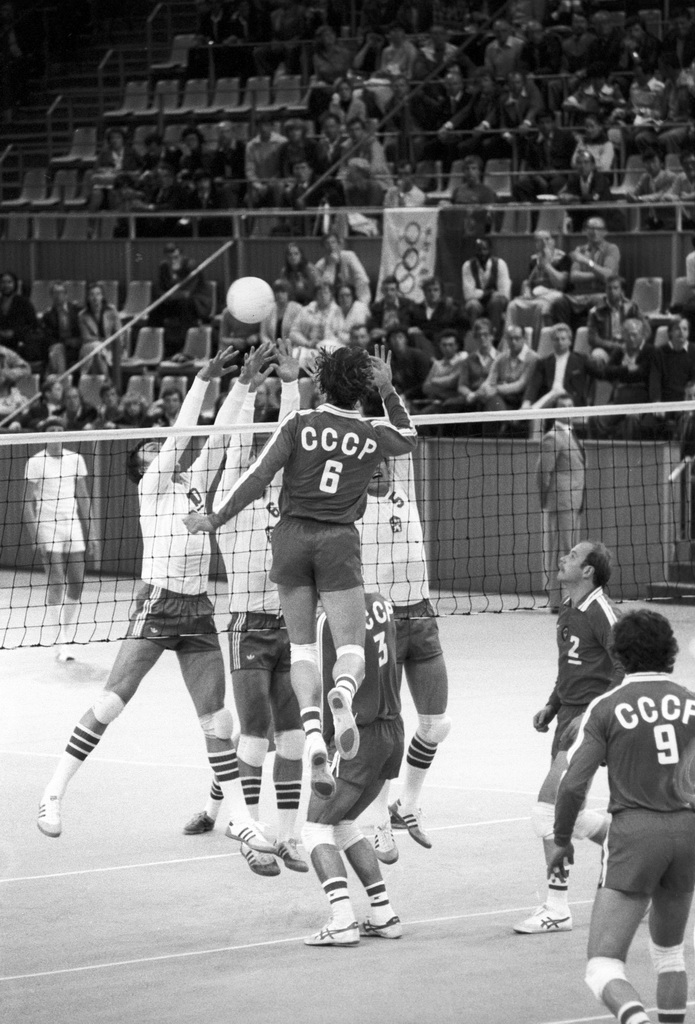
Match mellan Sovjetunionen och Tjeckoslovakien.

## Medaljtabell
| Pl. | Nation        | Guld | Silver | Brons | Totalt |
| --- | ------------- | ---- | ------ | ----- | ------ |
| 1   | Sovjetunionen | 2    | 0      | 0     | 2      |
| 2   | Bulgarien     | 0    | 1      | 1     | 2      |
| 3   | Östtyskland   | 0    | 1      | 0     | 1      |
| 4   | Rumänien      | 0    | 0      | 1     | 1      |

## Medaljsammanfattning
| Gren                        | Guld | Silver | Brons |
| Volleyboll, damer detaljer  | Sovjetunionen Jelena Achaminova Jelena Andrejuk Svetlana Badulina Ljudmila Tjernysjova Ljubov Kozyreva Lidija Loginova Irina Makogonova Svetlana Nikishina Larisa Pavlova Nadezjda Radzevitj Natalija Razumova Olga Solovova | Östtyskland Katharina Bullin Barbara Czekalla Brigitte Fetzer Andrea Heim Ute Kostrzewa Heike Lehmann Christine Mummhardt Karin Püschel Karla Roffeis Martina Schmidt Annette Schultz Anke Westendorf | Bulgarien Verka Borisova Tsvetana Bozhurina Rositsa Dimitrova Tanya Dimitrova Maya Georgieva Margarita Gerasimova Tanya Gogova Valentina Ilieva Rumyana Kaisheva Anka Khristolova Silviya Petrunova Galina Stancheva |
| Volleyboll, herrar detaljer | Sovjetunionen Vladimir Tjernysjov Vladimir Dorochov Aleksandr Jermilov Vladimir Kondra Valerij Kryvov Fedir Lasjtjonov Viljar Loor Oleh Molyboha Jurij Pantjenko Aleksandr Savin Pāvels Seļivanovs Vjatjeslav Zajtsev        | Bulgarien Stoyan Gunchev Khristo Stoyanov Dimitar Zlatanov Dimitar Dimitrov Tsano Tsanov Stefan Dimitrov Petko Petkov Mitko Todorov Kaspar Simeonov Emil Valchev Khristo Iliev Yordan Angelov         | Rumänien Marius Căta-Chiţiga Valter Chifu Laurenţiu Dumănoiu Günther Enescu Dan Gîrleanu Sorin Macavei Viorel Manole Florin Mina Corneliu Oros Nicolae Pop Constantin Sterea Nicu Stoian                             |